# Polycentropus blicklei
Polycentropus blicklei is een schietmot uit de familie Polycentropodidae. De soort komt voor in het Nearctisch gebied.